# Faux Témoin
Pour les articles homonymes, voir The Bedroom Window.
Pour plus de détails, voir Fiche technique et Distribution.
Faux Témoin (The Bedroom Window) est un film américain réalisé par Curtis Hanson et sorti en 1987. Il s'agit de l'adaptation du roman The Witnesses d'Anne Holden.

## Synopsis
Terry Lambert a une aventure avec Sylvia Wentworth, la femme de son patron. Alors que les deux amants passent la nuit chez Terry, Sylvia regarde par la fenêtre et voit une jeune femme se faire assassiner. Elle voit très clairement le visage du tueur. Pour ne pas mettre son couple en danger et révéler son infidélité, Sylvia convainc Terry de témoigner à sa place. Mais au procès, il est révélé que Terry est myope. Chris, le meurtrier est donc libéré, après avoir compris que Sylvia est le véritable témoin.

## Fiche technique
Sauf indication contraire, les informations mentionnées dans cette section peuvent être confirmées par la base de données cinématographiques IMDb,  présente dans la section « Liens externes ».
- Titre français : Faux Témoin
- Titre original : The Bedroom Window
- Réalisation : Curtis Hanson
- Scénario : Curtis Hanson, d'après le roman The Witnesses d'Anne Holden
- Musique : Patrick Gleeson (en) et Michael Shrieve
- Photographie : Gilbert Taylor
- Montage : Scott Conrad
- Décors : Ron Foreman
- Costumes : Clifford Capone
- Production : Martha De Laurentiis et Robert Towne
- Société de production : De Laurentiis Entertainment Group
- Distribution : De Laurentiis Entertainment Group (États-Unis),
- Pays de production :  États-Unis
- Format : Couleurs - 2,35:1 - Mono - 35 mm
- Budget : 8,3 millions de dollars[1]
- Genre : thriller, policier
- Durée : 112 minutes
- Dates de sortie[2] : 
  - États-Unis : 16 janvier 1987
  - France : 6 mai 1987
- Classification[3] :
  - États-Unis : R
  - France : tous publics

## Distribution
- Steve Guttenberg (VF : Patrick Poivey) : Terry Lambert
- Elizabeth McGovern : Denise
- Isabelle Huppert : Sylvia Wentworth
- Paul Shenar (VF : Pierre Hatet) : Collin Wentworth
- Carl Lumbly : le détective Quirke
- Wallace Shawn : l'avocat d'Henderson
- Frederick Coffin : le détective Jessup
- Brad Greenquist : Carl Henderson
- Robert Schenkkan (en) : le procureur Peters
- Maury Chaykin : le joueur
- Sara Carlson : la danseuse
- Mark Margolis : l'homme de la cabine téléphonique

## Production

### Genèse et développement
Curtis Hanson découvre le roman The Witness d'Anne Holden et tente ensuite d'en obtenir les droits. Paramount Pictures les possédait depuis environ 15 ans, sans avoir produit une adaptation. Curtis Hanson parvient à trouver un accord et écrit lui-même le script. Il ajoute notamment le personnage de Denise,.

### Attribution des rôles
Le réalisateur a déclaré qu'Elizabeth McGovern était la seule actrice qu'il envisageait pour incarner Denise : « Robert De Niro était obsédé par McGovern dans Il était une fois en Amérique. Dudley Moore était obsédé par elle dans Lovesick. C'est donc amusant de la voir jouer un rôle où sa beauté est secondaire. À un moment donné, elle reprend l'intrigue. C'est la victime qui devient l'agresseur. ».
Dans le roman, Sylvia est une Américaine mais Curtis Hanson a choisi Isabelle Huppert : « Elle donne au film un petit quelque chose en plus. Étant française, elle a une part de sophistication. Elle est glamour et appartient à un monde auquel il aspire. Isabelle a également ajouté un contraste avec Elizabeth, à qui le personnage de Steve n'était initialement pas attiré. »
Pour le rôle de Terry, Curtis Hansons n'envisage pas tout de suite Steve Guttenberg. Son nom est suggéré par le producteur Dino De Laurentiis.

### Tournage
Le tournage a lieu à Baltimore dans le Maryland (notamment au musée d'Art) et en Caroline du Nord (Winston-Salem, Carolina Beach, studios EUE Screen Gems à Wilmington),.

## Bande originale
- Beautiful Thief, interprété par Ava Cherry
- Hyperactive, interprété par Robert Palmer
- Seduction, interprété par Val Young
- Criminal Mind, interprété par Danny Wilde
- A Midsummer Night's Dream, interprété par The Winston-Salem Symphony
- Happy Birthday to You, composé par Mildred J. Hill et Patty S. Hill
- Cold Shot, interprété par Stevie Ray Vaughan et Double Trouble
- Sweet & Sexy Thing, interprété par Rick James
- You Keep Me Hangin' On, interprété par Mark Stein (en) et Danger Zone

## Accueil
À sa sortie, le film reçoit des critiques mitigées. Vincent Canby du New York Times écrit une critique négative. James Berardinelli lui donne la note de 2 sur 4 stars et le décrit comme « un thriller prometteur qui a mal tourné ». Jack Sommersby pense que c'est « un thriller de premier ordre qui ne se trompe qu'occasionnellement » malgré une intrigue basique. Derek Armstrong y voit quant à lui un « un thriller assidu et plein de suspense ».
Sur l'agrégateur américain Rotten Tomatoes, le film récolte 70% d'opinions favorables pour 30 critiques et une note moyenne de 6,2⁄10. Le consensus suivant résume les critiques compilées par le site : « Une distribution sympathique et une histoire globalement solide aident Faux Témoin à transcender ce pastiche creux d'Hitchcock ».